# Liste der Innenminister von Niedersachsen
Liste der Innenminister von Niedersachsen.

## Innenminister Niedersachsen (seit 1946)
| Name                                            | Amtsantritt                                          | Kabinett                                         | Partei               |
| Minister für Inneres                            | Minister für Inneres                                 | Minister für Inneres                             | Minister für Inneres |
| ----------------------------------------------- | ---------------------------------------------------- | ------------------------------------------------ | -------------------- |
| Günther Gereke                                  | 9. Dezember 1946                                     | Kopf I                                           | CDU                  |
| Hinrich Wilhelm Kopf                            | 11. Juni 1947                                        | Kopf II                                          | SPD                  |
| Richard Borowski                                | 9. Juni 1948 13. Juni 1951                           | Kopf III Kopf IV                                 | SPD                  |
| August Wegmann                                  | 26. Mai 1955                                         | Hellwege I                                       | CDU                  |
| Hinrich Wilhelm Kopf                            | 19. November 1957                                    | Hellwege II                                      | SPD                  |
| Otto Bennemann                                  | 12. Mai 1959 29. Mai 1961 12. Juni 1963 19. Mai 1965 | Kopf V Diederichs I Diederichs II Diederichs III | SPD                  |
| Richard Lehners                                 | 5. Juli 1967 8. Juli 1970                            | Diederichs IV Kubel I                            | SPD                  |
| Rötger Groß                                     | 10. Juli 1974                                        | Kubel II                                         | FDP                  |
| Wilfried Hasselmann                             | 6. Februar 1976                                      | Albrecht I                                       | CDU                  |
| Gustav Bosselmann                               | 12. Mai 1976                                         | Albrecht I                                       | CDU                  |
| Rötger Groß                                     | 19. Januar 1977                                      | Albrecht II                                      | FDP                  |
| Egbert Möcklinghoff                             | 28. Juni 1978 22. Juni 1982                          | Albrecht III Albrecht IV                         | CDU                  |
| Wilfried Hasselmann                             | 9. Juli 1986                                         | Albrecht V                                       | CDU                  |
| Walter Remmers                                  | 31. Oktober 1988                                     | Albrecht V                                       | CDU                  |
| Josef Stock                                     | 9. November 1988                                     | Albrecht V                                       | CDU                  |
| Gerhard Glogowski                               | 21. Juni 1990 23. Juni 1994 30. März 1998            | Schröder I Schröder II Schröder III              | SPD                  |
| Heiner Bartling                                 | 20. Oktober 1998 15. Dezember 1999                   | Glogowski Gabriel                                | SPD                  |
| Minister für Inneres und Sport                  |                                                      |                                                  |                      |
| Uwe Schünemann                                  | 4. März 2003 26. Februar 2008 1. Juli 2010           | Wulff I Wulff II McAllister                      | CDU                  |
| Boris Pistorius                                 | 19. Februar 2013 22. November 2017 8. November 2022  | Weil I Weil II Weil III                          | SPD                  |
| Daniela Behrens                                 | 25. Januar 2023                                      | Weil III                                         | SPD                  |
| Minister für Inneres, Sport und Digitalisierung |                                                      |                                                  |                      |
| Daniela Behrens                                 | 20. Mai 2025                                         | Lies                                             | SPD                  |